# Сушарки киплячого шару

Схема сушильної установки, обладнаної сушарками киплячого шару.

Сушарки киплячого шару — апарати для термічної сушки матеріалів.

## Загальний опис
Сушарки киплячого шару використовуються на збагачувальних фабриках, зокрема для порівняно дрібнозернистого вугілля рівномірної крупності.
У сушарках киплячого шару вугілля, що надходить на розподільну решітку, продувається наскрізь нагрітим газом зі швидкістю, необхідною для створення киплячого шару. Сушарки можуть працювати як під тиском газу, так і під розрідженням, але перші отримали більше розповсюдження.
У сушарках киплячого шару (СКШ) висушують не тільки дисперсні матеріали з розміром часток 0,2 — 10 мм, але й пасти, суспензії, розчини та розплави.

## Класифікація
Сушарки КШ класифікують за декількома основними ознаками:
• за гідродинамічним режимом роботи: з киплячим, зваженим, вихровим і фонтануючим шаром;
• за конфігурацією сушильної камери: циліндричні, циліндроконічні, прямокутні;
• за числом сушильних камер (зон): однокамерні (однозонні), багатокамерні (багатозонні);
• за розташуванням камер: горизонтальні, вертикальні, горизонтально-секціоновані, вертикально-секціоновані;
• за кратністю використання теплоносія: з одноразовим і багаторазовим використанням теплоносія.

## Конструкція і принцип дії
Схема сушильної установки, обладнаної сушарками киплячого шару, наведена на рис. Сушарка киплячого шару являє собою вертикальну шахту, що розділена по висоті горизонтальною решіткою на дві камери: нижню і верхню. Через нижню камеру, до якої примикає топка, обладнана дуттєвим вентилятором, у сушарку подають гарячі гази. Верхня камера обладнана завантажувальним і розвантажувальним пристроями. У топці спалюється газ. Повітря для забезпечення горіння і пониження температури сушильного агенту подається у топку двома повітропроводами. Частково відпрацьовані гази подають у камеру змішування. Вологе вугілля подається у сушарку за допомогою живильника. Воно потрапляє на решітку в сушильній камері, через яку проходять гарячі гази — сушильний агент, що засмоктується з топки димососом.
Сутність цього способу сушки полягає у тому, що вихідний матеріал на розподільній решітці потоками газу приводиться у псевдозріджений стан. Швидкість потоку газу крізь решітку підбирається такою, щоб матеріал на решітці перебував у завислому «киплячому» стані. У стані «кипіння» кожна вугільна частинка омивається потоком гарячих газів, у результаті чого між газом і вугіллям створюється добрий контакт. Вугілля тече по решітці від точки завантаження до розвантажувального пристрою сушарки. При проходженні димових газів крізь киплячий шар з поверхні частинок випарюється волога. Підсушені на решітці крупні частинки вологого матеріалу видаляються з сушарки по лотку, розташованому над шаром матеріалу, а дрібні частинки виносяться з шару сушильним агентом і відділяються від нього в батареї циклонів. Відпрацьовані гази разом із випареною вологою після проходження через систему пиловловлення викидаються в атмосферу. Висота киплячого шару складає 0,3-0,7 м і залежить від властивостей матеріалу, що сушиться, режиму сушки і конструкції сушильної камери.
У сушарках киплячого шару досягається значна інтенсивність сушіння і створюється можливість регулювання часу перебування матеріалу на решітці. Тривалість сушіння тут більше, ніж у трубах-сушарках, що дає можливість здійснити більш глибоке і рівномірне сушіння матеріалу. Недолік цих сушарок полягає в значних витратах електроенергії, необхідних для створення високих тисків сушильного агенту (2-6 кПа).
Технологічний розрахунок сушарок киплячого шару полягає у визначенні їх необхідної сумарної площі.

## Переваги і недоліки. Застосування
У сушарках з киплячим шаром досягається значна інтенсивність сушки і створюється можливість регулювання часу перебування матеріалу на ґратах. Тривалість сушки більша, ніж в трубах-сушарках, що дає можливість здійснити глибшу і рівномірну сушку матеріалу. Недоліком є значна витрата електроенергії, необхідної для створення високого тиску сушильного агента (2000–6000 Па). Значне застосування сушарки з киплячим шаром отримали в США, де замість барабанних сушарок, особливо для сушки вугілля, застосовують цей спосіб сушки.
При сушці в киплячому шарі вугілля необхідно звертати увагу на санітарні норми що викидається в атмосферу пилу і на вдосконалення схем пиловловлювання. Для установки тих, що працюють слід використовувати вибухобезпечні газодувки для підтримки необхідного і стабільного тиску паливного газу.